# Just Be: Remixed
Just Be: Remixed é um álbum que foi exclusivamente do iTunes, mas foi disponibilizado na loja virtual da Nettwerk, Napster e Black Hole Recordings. Todas as faixas são remixes das músicas originais do álbum de DJ Tiësto, Just Be.

## Faixas
As faixas de Just Be: Remixed são:
1. "Love Comes Again" [Mark Norman Remix] – 7:22
2. "Traffic" [Max Walder] Remix] – 7:34
3. "Traffic" [DJ Montana 12" Edit] – 7:49
4. "Nyana" [T4L Remix] – 8:17
5. "UR" [Junkie XL Air Guitar Remix] – 12:36
6. "UR" [Leama & Moor Remix] – 10:14
7. "A Tear In The Open" [Leama & Moor Remix] – 9:56
8. "Just Be"[Antillas Club Mix] – 9:51
9. "Just Be" [Antillas Dub Mix] – 9:21
10. "Just Be" [514 Remix] – 8:51
11. "Just Be" [Wally Lopez La Factoria Vocal Remix] – 9:01
12. "Adagio for Strings" [Danjo & Styles Remix] – 11:25
13. "Adagio for Strings" [Phynn Remix] – 8:21
14. "Adagio for Strings" [Fred Baker Remix] – 7:11